# Beaver Mountain Provincial Park
Beaver Mountain Provincial Park är en park i Kanada.   Den ligger i provinsen Nova Scotia, i den östra delen av landet, 1 100 km öster om huvudstaden Ottawa. Beaver Mountain Provincial Park ligger 208 meter över havet.
Terrängen runt Beaver Mountain Provincial Park är platt åt sydväst, men åt nordost är den kuperad. Terrängen runt Beaver Mountain Provincial Park sluttar österut. Runt Beaver Mountain Provincial Park är det glesbefolkat, med 8 invånare per kvadratkilometer.. Närmaste större samhälle är Antigonish, 14,2 km öster om Beaver Mountain Provincial Park.
I omgivningarna runt Beaver Mountain Provincial Park växer i huvudsak blandskog.